# Gupik Endlera

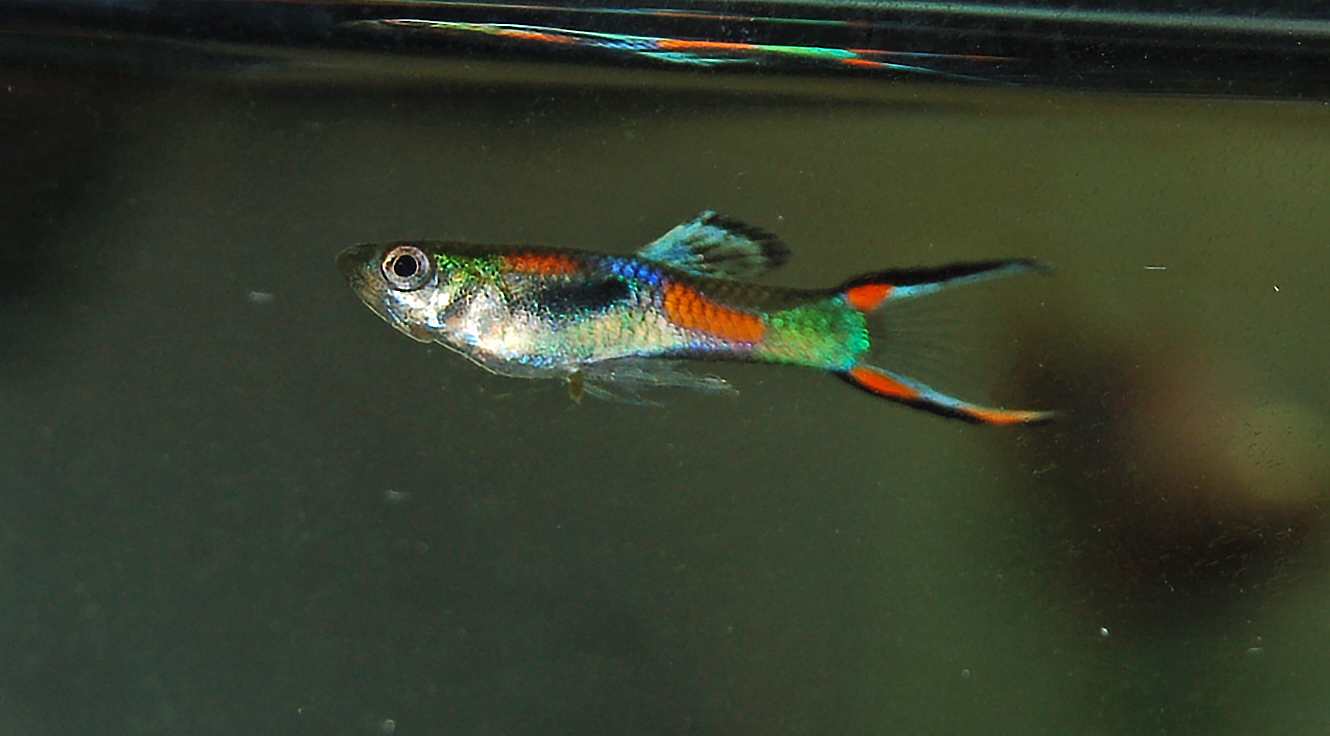
Żyworódka Endlera (Poecilia wingei) – samiec ♂

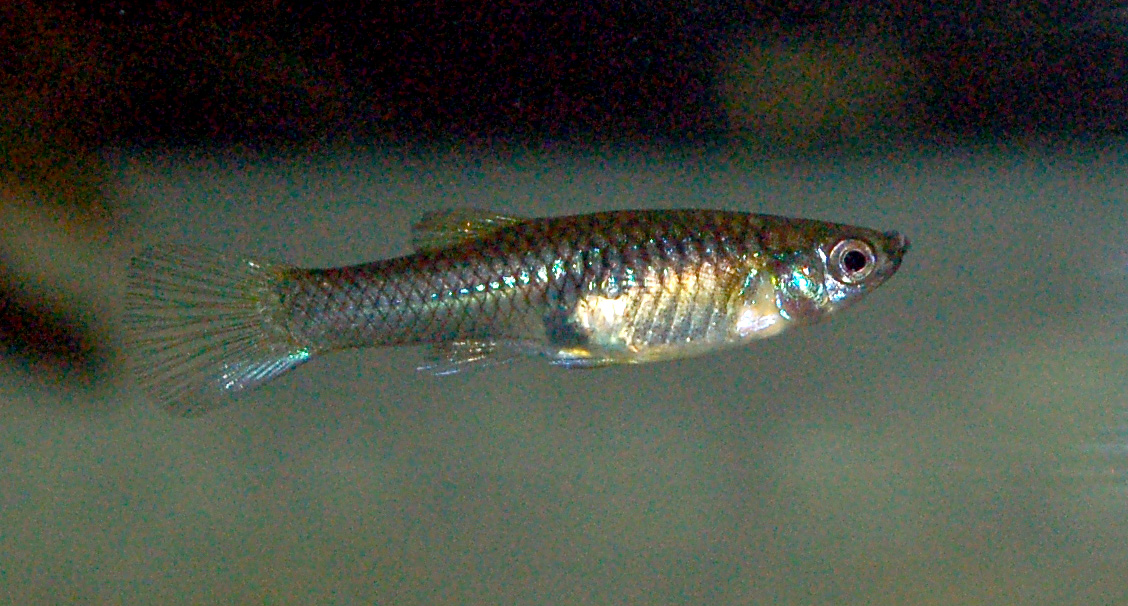
Poecilia wingei – samica ♀

„Gupik Endlera”, żyworódka Endlera (Poecilia wingei, wcześniej Poecilia sp. Endleri) – gatunek ryby z rodziny piękniczkowatych (Poeciliidae). W marcu 2006 roku nadano jednolitą naukową nazwę łacińską: Poecilia wingei Poeser, Kempkes & Isbruker, 2005.

## Charakterystyka
Samce małe do około 2,5 cm; tułów srebrny do złotawego w jednolite wielobarwne plamy, najczęściej spotykane: czarne, pomarańczowe, czerwone, niebieskie, białe, zielone, fioletowe, niekiedy żółte. Płetwa ogonowa barwna tylko w górnej i dolnej części (paseczki). Samice większe do około 4 cm mają ciało wydłużone, bezbarwne, srebrzyste do lekko złotawej, łuski srebrzyste o ciemniejszych brzegach. Ważnym elementem dymorfizmu płciowego jest występowanie u samców gonopodium. Jajożyworodne, ok. 5–8 do 15 młodych w miocie, wszystkożerne. Mało wymagające, ale ze względu na swoją wielkość i jaskrawe ubarwienie, bardzo delikatne w kontaktach z większymi rybami.
Dr Roman Słaboch opisuje miejsce ich występowania następującymi słowami:
„Woda w lagunie miała nie tylko ekstremalny wygląd (piana z detergentów między plastykowymi butelkami, powoli deformującymi się w plamach ropy), ale i ekstremalne parametry. W upale 46 °C cieniu i przy 98% wilgotności powietrza zmierzyliśmy w lagunie pH 7,9 i 34 °C; w nocy temperatura spadła do 29 °C.
Laguna była mocno mętna i ryby trzymały się głębiej – temperatura wody przy powierzchni była bliska temperaturze powietrza! Endlerek złapaliśmy tylko kilka (do domu dowiozłem grupkę 5,3), zaś „normalnych” pawich oczek Poecilia reticulata na tym stanowisku nie znaleźliśmy”.
W dobrych warunkach żyją około 2 lat, przeciętnie w amatorskich warunkach średnio ok. 7 miesięcy.
Nazwa gupik Endlera może być myląca, w rzeczywistości P. wingei to gatunek oddzielny od  P. reticulata. Podstawowa różnica między samicami tych gatunków leży w ilości potomstwa przychodzącego na świat oraz w czarnym zabarwieniu krawędzi łusek u endlerów. Sam rodzaj Peocilia obejmuje również np. molinezje ostroustą (P. sphenops).

## Rozmnażanie
Gupiki Endlera, tak jak inne gatunki z rodzaju poecilia są tak naprawdę jajożyworodne. Nie występuje u nich postać larwalna. Zwierzęta te z racji występowania u samców gonopodium kopulują, a plemniki przekazywane są do ciała samicy w spermatoforach. Istnieje możliwość krzyżowania się różnych gatunków rodzaju poecilia, jednak w naturze zdarza się to dosyć rzadko ze względu na charakterystyczny dla każdego gatunku kształt gonopodium. U tego gatunku występuje swojego rodzaju taniec godowy. Dojrzały samiec zwabiony zapachem wydzielanym przez samice zaczyna wokół niej pływać poruszając gonopodium przy jednoczesnym wydzieleniu substancji zapachowej. Samica ustawia się w pozycji do kopulacji głową do góry a samiec umieszcza w jej otworze płciowym gonopodium zapładniając ją. U ryb tych występuje zjawisko gynogenezy

## Występowanie
Odkryte w 1975 roku przez Johna Endlera w Lagunie de Patos w Wenezueli jako gatunek endemiczny. Obecnie hodowany i rozmnażany w akwariach na całym świecie. Gatunek ten występuje w ciepłych wodach – temperatura około 26 stopni Celsjusza.

## Wymagania
Ryba ta nie wymaga dużego akwarium, uchodzi za łatwą w hodowli, jednak w przypadku delikatnych odmian hodowlanych zalecana jedynie doświadczonym akwarystom. Minimalna zalecana pojemność zbiornika to 30 litrów – dla jednego samca i trzech samic. Woda powinna być krystalicznie czysta. Gatunek bardziej wrażliwy na związki azotu niż gupik pawie oczko. Z tego względu zalecana jest obsada szybko rosnącymi roślinami, skuteczny filtr biologiczny oraz częste podmiany wody. W dojrzałym akwarium warto przed podmianą od czasu do czasu zmierzyć zawartość siarczanów.
Chętnie spożywa każdy suchy pokarm. W celu utrzymania dobrej kondycji rybek należy im podawać także pokarm żywy. Gupiki w niewielkim stopniu odżywiają się także glonami, w szczególności spiruliną. Należy uważać z obsadą akwarium, w którym są hodowane gupiki. Długie i kolorowe płetwy samców mogą stać się łupem ryb lubiących podgryzać płetwy innym osobnikom. Z racji rozmiarów powinny być trzymane w zbiornikach jednogatunkowych. Gupik Endlera nie powinien być trzymany z gupikiem pawie oczko, gdyż ulega hybrydyzacji, jako że gatunki te mogą się krzyżować, produkując płodne potomstwo.